# Andrés Madrid
Andrés David Madrid (Mar del Plata, Argentina, 29 de julio de 1981) es un exfutbolista argentino. Se desempeñó como mediocampista defensivo y su último club fue el SC Vianense de Portugal.
Es el hermano mayor del también futbolista Martín Sebastián Madrid, que al igual que Andrés, surgió profesionalmente de las divisiones inferiores de Platense.
Hizo su debut como profesional jugando para Platense en 1998, dirigido por el Tata Gerardo Martinoy protagonizó la goleada de su equipo 4-0 a Boca Juniors en La Bombonera. También participó en el descenso de su equipo a la B Nacional en 1999.

## Trayectoria
| Club                        | País      | Año         |
| --------------------------- | --------- | ----------- |
| Club Atlético Platense      | Argentina | 1997 - 2000 |
| Gimnasia y Esgrima La Plata | Argentina | 2001 - 2004 |
| SC Braga                    | Portugal  | 2005 - 2008 |
| FC Porto                    | Portugal  | 2009 - 2010 |
| Nacional                    | Portugal  | 2011 - 2012 |
| Recreativo Libolo           | Angola    | 2012 - 2014 |
| SC Mirandela                | Portugal  | 2014 - 2015 |
| SC Vianense                 | Portugal  | 2015        |